# Na Na Hey Hey Kiss Him Goodbye
 (juillet 2019).
Si vous disposez d'ouvrages ou d'articles de référence ou si vous connaissez des sites web de qualité traitant du thème abordé ici, merci de compléter l'article en donnant les références utiles à sa vérifiabilité et en les liant à la section « Notes et références ».
Na Na Hey Hey Kiss Him Goodbye est une chanson écrite et enregistrée par Paul Leka (en), Gary DeCarlo et Dale Frashuer, attribuée à un groupe fictif appelé Steam. Elle se classe numéro un sur le Billboard Hot 100 à la fin de 1969.

## La version de Bananarama
En février 1983, le groupe du Royaume-Uni Bananarama a sorti la chanson comme single de leur album Deep Sea Skiving. Cette version est devenue un tube du Top 10 au Royaume-Uni (#5). Pourtant, aux États-Unis elle n'a pas réussi à reproduire le même succès (#101 du Billboard) plus tard en même année.

## Reprises
- 1970 : The Supremes
- 1975 : Martin Circus (Nana-hey-hey, adaptation en français dans l'album N°1 USA - Hits Of The 60's)
- 1983 : Bananarama
- 2000 : Axxis
- 2009 : Kristinia DeBarge (Goodbye)